# Johannes von Mul

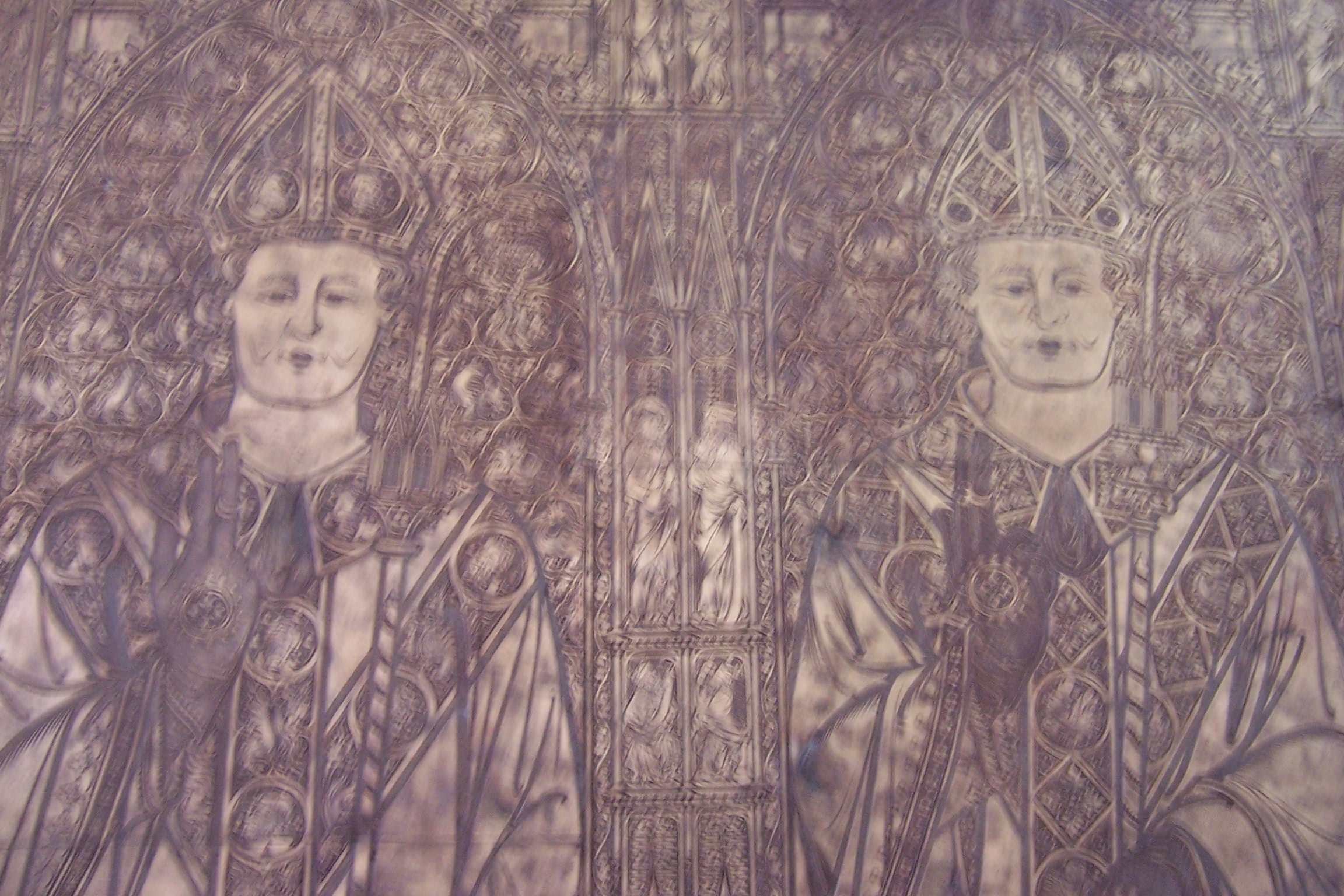
Doppel-Grabplatte Johannes’ von Mul und Burkhard von Serkem im Lübecker Dom

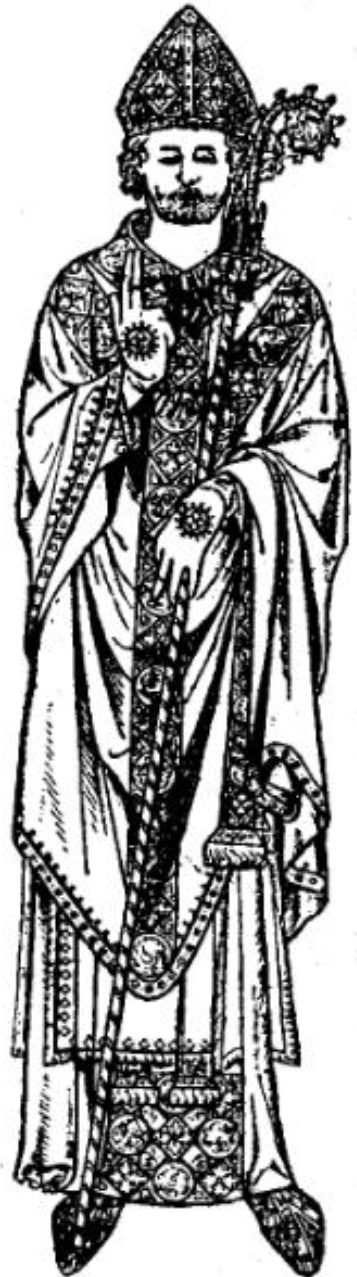
Johannes von Mul

Johannes IV. von Mul (auch: Muel, Muhl; * um 1291; † 23. August 1350 in Lübeck) war ab 1315 Domherr und 1341–1350 Bischof von Lübeck.

## Leben
Johannes von Mul stammte aus einem niedersächsischen Rittergeschlecht, dessen Angehörige Vasallen der Herzöge von Braunschweig-Lüneburg, der Erzbischöfe von Bremen, der Grafen von Oldenburg/Delmenhorst und der Grafen von Schwerin waren. Möglicherweise stammte er selbst aus dem Gebiet um Harburg, wo er mit seinem Bruder Ulrich Mul Grund- und Gerichtsrechte in Ashausen und Garstedt besaß.
Am 3. Januar 1315 wurde er am Lübecker Dom durch Bischof Burkhard von Serkem als Kantor und Scholaster eingesetzt. Am 25. Januar 1325 erfolgte die Rückerwebung der verpfändeten Pfründen und Güter des Scholasteramtes von seinem Vorgänger. Papst Johannes XXII. bestätigte ihn am 23. Mai 1328 im Scholasteramt und verlieh ihm einen Dispens für die Erlangung dieser Dignität im unkanonischen Alter.
Am 6. Juni 1327 erhielt er eine Provision mit Kanonikat und Präbende im Schweriner Domkapitel. Diese Provision wurde am 22. Juli 1329 durch eine Anwartschaft auf Majorpräbende erweitert. Papst Clemens VI. vergab am 8. Oktober 1347 diese Schweriner Präbende an Lüder von der Hude, der Domherr und Kantor in Verden war. Johannes von Mul wurden am 12. Mai 1328 zusätzlich ein Kanonikat und eine Anwartschaft auf eine Präbende, eine Würde oder ein Amt im Bremer Domkapitel verliehen.
Als Kanoniker in Lübeck wurde Johannes von Mul am 22. April 1341 in Lübeck durch den Erzbischof von Bremen Burchard Grelle zum Bischof von Lübeck geweiht.
Johannes widersetzte sich, im Einverständnis mit Rat und Bürgerschaft von Lübeck, dem Zuzug von Flagellanten in sein Bistum. Er erließ in den Jahren 1342 und 1346 Verordnungen gegen die Feinde der Güter und Untertanen des Hochstifts sowie gegen Wucherer. Er baute die bischöfliche Residenz das Eutiner Schloss weiter aus und erhöhte dessen Wehrhaftigkeit, indem er jenes mit einem Graben umgab. Er kaufte das Dorf Dodow für 1200 Mark und baute bis 1346 an die Nordseite des neuen Chores der Domkirche eine Kapelle, die er Gott, der Heiligen Jungfrau und der heiligen Katharina widmete und bestimmte das diese zu seiner Grabstätte werden würde. Die von-Mul-Kapelle ist auch unter dem Namen St. Marien und Katharinen-Kapelle bekannt. Infiziert von der grassierenden Pest verstarb er. Nach seinem Tod hat ein Niederländer eine übergroße Grabplatte (Größe: 3,64: 1,89 m) geschaffen, die sich im Dom von Lübeck befindet und ihn gemeinsam mit Burkhard von Serkem darstellt.